# Malachite (papillon)
Pour les articles homonymes, voir Malachite (homonymie).
Siproeta stelenes
Espèce
Siproeta stelenes est une espèce d'insectes lépidoptères appartenant à la famille des Nymphalidae, à la sous-famille des Nymphalinae et au genre Siproeta.

## Dénomination
L'espèce Siproeta stelenes a été décrite par l'entomologiste suédois Carl von Linné en 1758 sous le nom initial de Papilio stelenes.

### Synonymes
- Papilio stelenes (Linnaeus, 1758) protonyme
- Victorina stelenes (Godman et Salvin, 1883) [2]
- Metamorpha stelenes [3]

### Noms vernaculaires
Le « Malachite » se nomme aussi Malachite en anglais.

### Taxinomie
Liste des sous-espèces;
- Siproeta stelenes stelenes au Mexique, Honduras et Costa Rica.

Synonymie pour cette sous-espèce
Papilio lavinia (Fabricius, 1775)
Metamorpha sthenele (Hübner, 1819)
Urania dotata (Fabricius, 1938)
Metamorpha stelenes stelenes (Brown & Mielke, 1967)
- Siproeta stelenes biplagiata (Fruhstorfer, 1907)

Synonymie pour cette sous-espèce
Victorina stenenes biplagiata (Fruhstorfer, 1907)
Victorina steneles biplagiata f. pallida (Fruhstorfer, 1907)
Victorinaa steneles ab. stygiana (Schaus, 1913)
Victorina steneles pallida (Seitz, 1914)
- Siproeta stelenes insularis (Holland, 1916); à Cuba.

Synonymie pour cette sous-espèce
Victorina stelenes insularis (Holland, 1916)
- Siproeta stelenes meridionalis (Fruhstorfer, 1909) ; Brésil, Guyane et au Pérou

Synonymie pour cette sous-espèce
Victorina steneles steneles bipunctata (Fruhstorfer, 1907)
Victorina stelenes meridionalis (Fruhstorfer, 1909)
Victorina steneles bipunctata (Seitz, 1914)
Victorina steneles didoïdes (Fiedler, 1931)
Victorina stelenes vilarsi (Bryk, 1953)
- Siproeta stelenes sophene Fruhstorfer, 1907 ; en Équateur

Synonymie pour cette sous-espèce
Victorina steneles sophene (Fruhstorfer, 1907)

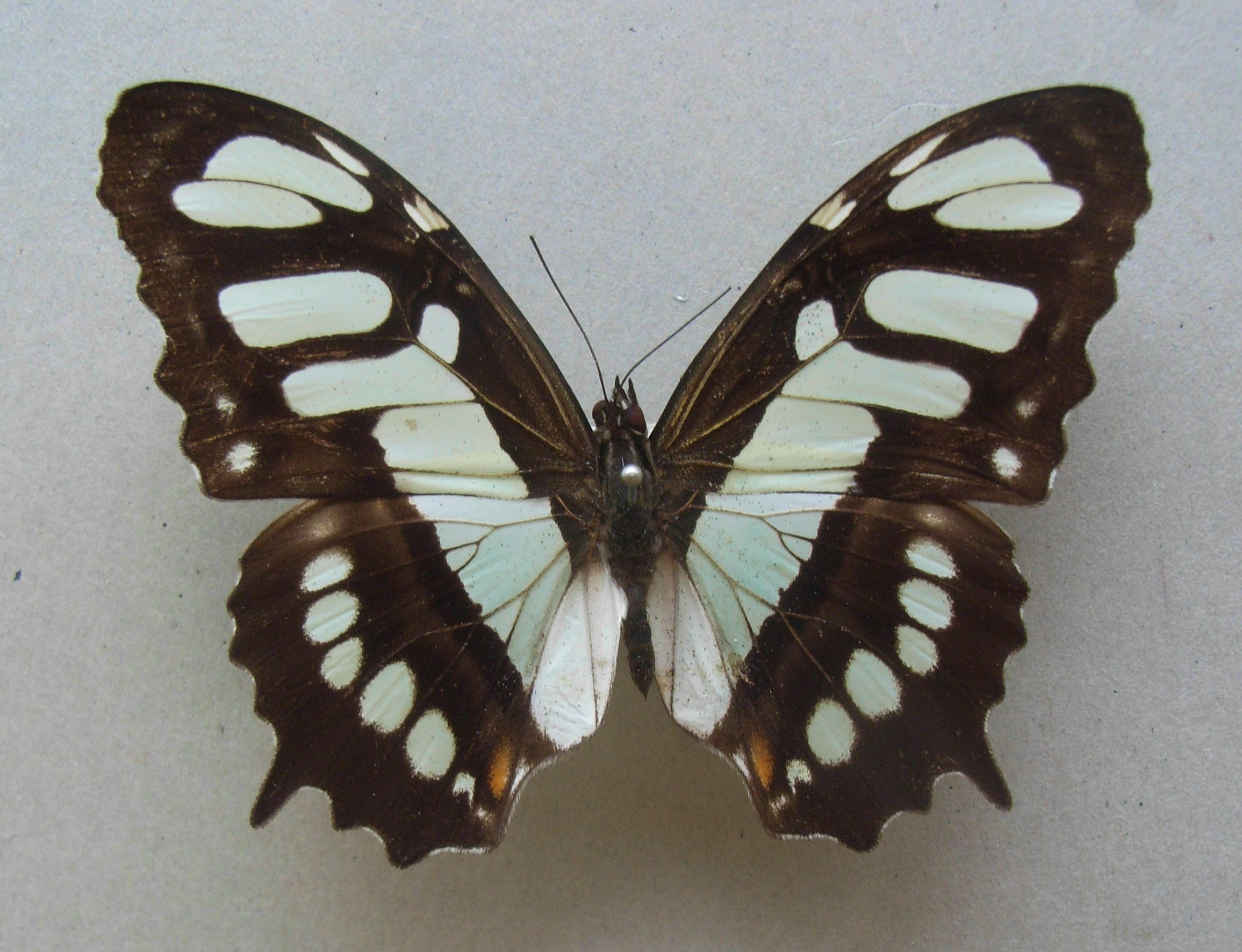
Siproeta stelenes biplagiata.
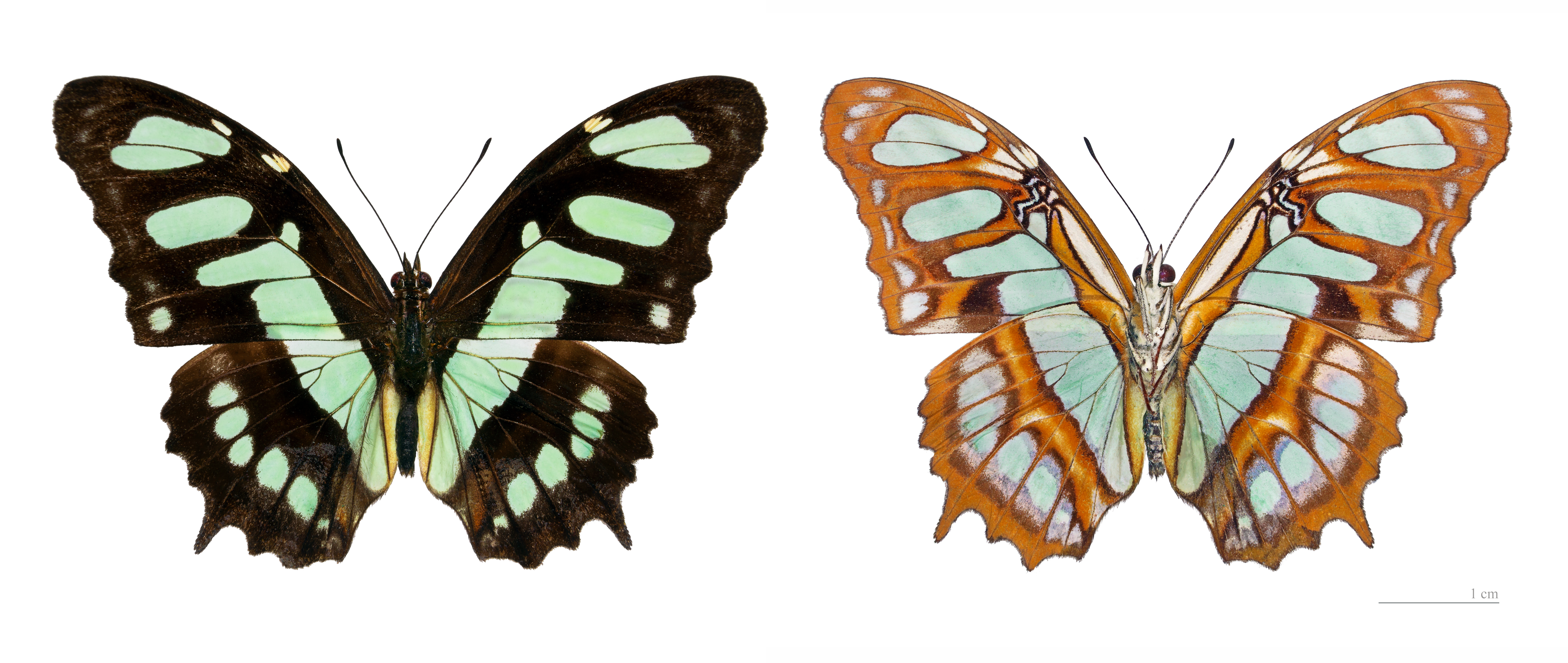
Siproeta stelenes meridionalis - MHNT.

## Description
Le Malachite est un grand papillon de couleur marron marqué d'une rangées de grandes taches vert clair translucides aux antérieures et à la base des postérieures dessinant un V et une ligne submarginale de points vert clair aux postérieures.
Le revers est marron à très grandes taches vert clair.

### Chenille
Elle est vert très foncé avec des épines, la chrysalide est vert pâle.

## Biologie

### Période de vol et hivernation
Il vole toute l'année.

### Plantes hôtes
Les plantes hôtes de sa chenille sont des Acanthaceae, Blechum brownei et Ruellia coccinea,.

## Écologie et distribution
Il est présent du sud de l'Amérique du Nord, aux USA dans le sud de la Floride et au Texas et au Mexique jusqu'au Brésil en Amérique du Sud. Il réside au Honduras, au Costa Rica, en Équateur, en Bolivie, au Pérou ainsi qu'à Cuba et à la Jamaïque,.
Les populations du sud de la Floride se sont établies en 1960, venant probablement de Cuba.

### Biotope
Il réside en région subtropicale, dans divers lieux, du bord de la mer à 1 200 mètres.

### Protection
Pas de statut de protection particulier.

## Philatélie
Ce papillon figure sur une émission de Cuba de 1982 (valeur faciale : 4 c.).